# Paramonas
Paramonadaceae, Paramonadidae
Famille
Genre
Paramonas, unique représentant de la famille des Paramonadidae (syn. Paramonadaceae), est un genre de protistes de l'embranchement des Bigyra (organisme flagellé), de la classe des Bikosea et de l’ordre des Pseudodendromonadida.

## Étymologie
Le nom de genre Paramonas, est composé du préfixe grec παρα- / para-, « à côté de, proche de », et du suffixe μονασ / monas, « seul, solitaire, isolé », littéralement « proche du (genre) Monas », en référence au fait que différentes espèces de Paramonas ont été rapprochés d’espèces du genre Monas décrites par de Fromentel.

## Description
Selon Saville-Kent, les membres du genre Paramonas sont des animalcules nageant librement, ovales ou globulaires, uniflagellés, de forme plus ou moins persistante, recevant les substances alimentaires par une ouverture orale distincte située antérieurement à la base du flagelle. Ce genre a été créé pour rassembler plusieurs formes décrites par De Fromentel, mais qui, selon lui, possèdent une ouverture orale distincte.
Kent en mentionne quatre espèces :
- Paramonas deses Ehr.  : « Corps oblong, arrondi aux deux extrémités, couleur vert vif, ouverture orale distincte, située à la base du flagelle, ce dernier organe long et ondulant ; vésicule contractile centrale. Longueur 1-1200" (21 µm). Identique au Monas deses d'Ehrenberg et de De Fromentel. »
- Paramonas globosa, From. : « Corps sphérique, transparent, renfermant des granules rouges ; vésicule contractile sous-centrale ; ouverture orale bien visible, située à la base du flagelle. Longueur 1-2400"  (11 µm). Identique à Monas globosa de De Fromentel. »
- Paramonas ovum : « Corps ovale, transparent, grossièrement granulé ; flagelle constamment vibrant ; bouche située près de la base de cet organe. Longueur 1-1500" (17 µm). C'est le Monas ovum de De Fromentel. »
- Paramonas stellata From. : « Corps ovale ou sphérique ; endoplasme vert et granulé ; ouverture orale apicale, étoilée ; flagelle long et fin, constamment vibrant. Longueur 1-1500" (17 µm). Cette espèce et les suivantes, caractérisées par De Fromentel comme ayant leur substance endoplasmique colorée en vert, sont provisoirement attribuées uniquement au genre Paramonas. Si cette matière colorée représente un constituant permanent et non une substance alimentaire innée, elles peuvent probablement être attribuées aux groupes familiaux des Euglenides ou des Chrysomonadides. Le type actuel a été initialement inclus par De Fromentel dans le genre Monas. »

## Habitat
Paramonas vit en eau douce.

## Liste des espèces
Selon l'IRMNG (1 décembre 2024) :
- Paramonas alata A.C. Stokes, 1886
- Paramonas deses (Müller) W.S. Kent
- Paramonas globosa (Fromentel) W.S. Kent, 1881
- Paramonas ovalis Gourret & Roeser
- Paramonas ovum (Fromentel) W.S. Kent
- Paramonas stellata (Fromentel) W.S. Kent

Selon le World Register of Marine Species (2 décembre 2024) :
- Paramonas alata A.C.Stokes, 1886 accepté comme Petalomonas alata (A.C.Stokes, 1886) A.C.Stokes, 1888[note 1]
- Paramonas deses (Müller) W.S.Kent
- Paramonas globosa (Fromentel) W.S.Kent, 1881
- Paramonas ovum (Fromentel) W.S.Kent (uncertain)
- Paramonas stellata (Fromentel) W.S.Kent

## Systématique
Le nom valide de la famille est Paramonadidae Cavalier-Smith, 2006.
AlgaeBase (26 novembre 2024) reconnait plutôt la famille des Paramonadaceae avec trois genres, dont Paramonas :
- Adriamonas Verhagen, Zölffel, Brugerolle & D.J.Patterson, 1994
- Paramonas Kent, 1881
- Siluania Karpov, 1998

GBIF considère que Paramonadidae a pour synonyme Paramonadaceae, lequel, selon l'IRMNG (1 décembre 2024), n'est pas valide, du fait de son orthographe botanique.